# The Horrors
The Horrors je anglická rocková skupina, založená v roce 2005 v Southend-on-Sea. Tvoří ji zpěvák Faris Badwan, kytarista Joshua Hayward, klávesistka Amelia Kidd, baskytarista Rhys Webb a bubeník Jordan Cook. Dříve ve skupině působili klávesista Tom (Furse) Cowan a bubeník Joseph Spurgeon. Své první album nazvané Strange House skupina vydala v roce 2007 u vydavatelství Loog Records; druhé Primary Colours vyšlo dva roky poté na značce XL Recordings. U stejného vydavatelství vyšla i dvě následující alba Skying (2011) a Luminous (2014). Deska Luminous vyšla 5. května 2014 a už první singly z ní (I See You, So Now You Know) sklidily kladné ohlasy. Následovalo album V (2017) a třípísňové EP Lout (2021). Na albu Night Life (2025) hrají dva noví členové; jde o první album, na kterém nehraje celá původní sestava.

## Diskografie
- Strange House (2007)
- Primary Colours (2009)
- Skying (2011)
- Luminous (2014)
- V (2017)
- Night Life (2025)